# 안드레아 델 사르토

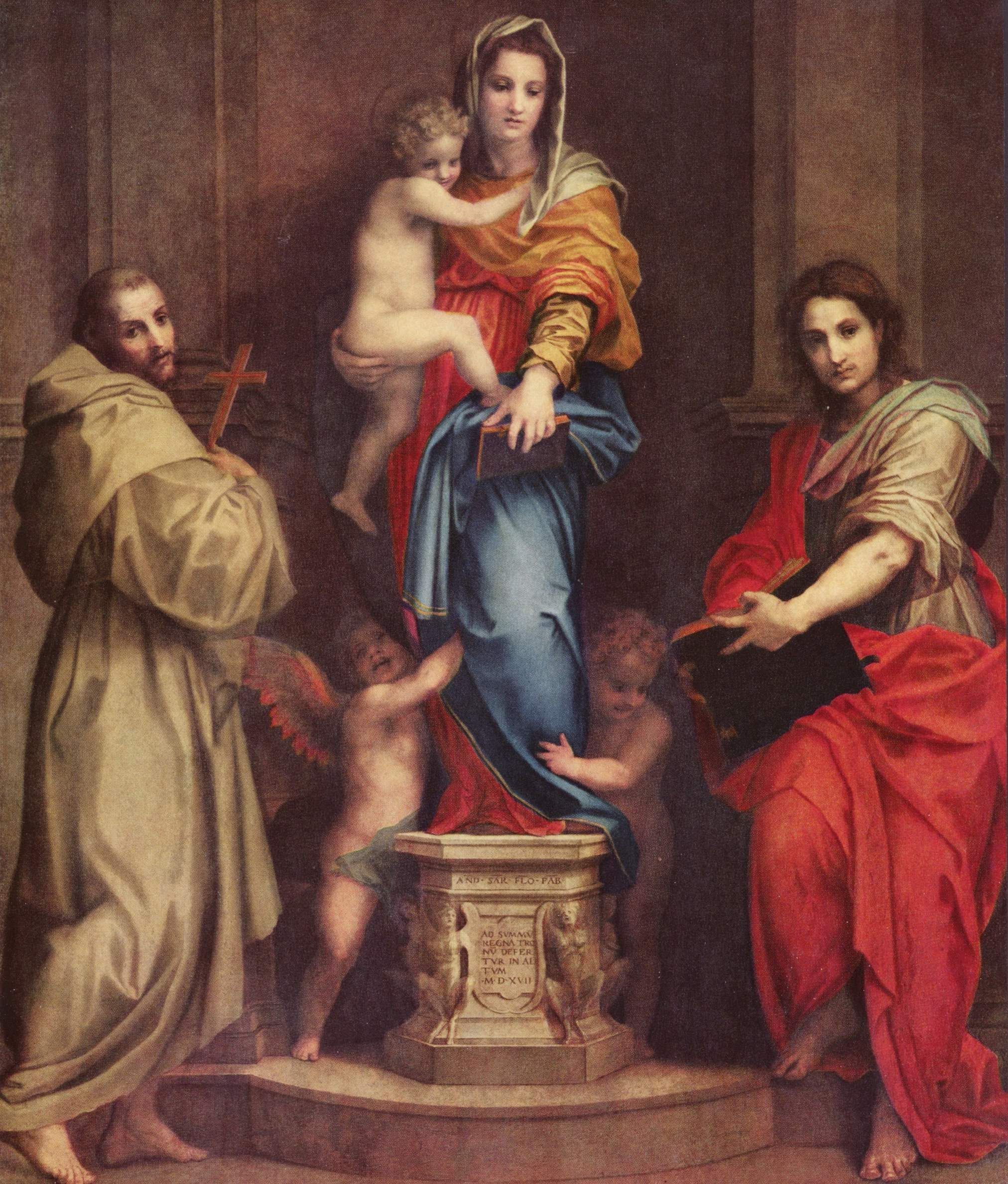
《하르피이아의 성모》 (1517년, 피렌체 우피치 미술관 소장)

안드레아 델 사르토(이탈리아어: Andrea del Sarto, 1486년 7월 16일 ~ 1530년 9월 29일)는 르네상스 전성기와 매너리즘 시대에 걸쳐 활동한 이탈리아의 화가이다.

## 생애
안드레아 델 사르토는 1486년 7월 16일에 피렌체에서 재단사로 일하던 아뇰로 디 프란체스코(Agnolo di Francesco)와 코스탄차 디 실베스트로(Costanza di Silvestro) 부부의 아들로 태어났으며 본명은 안드레아 다뇰로 디 프란체스코 디 루카 디 파올로 델 밀리오레(Andrea d'Agnolo di Francesco di Luca di Paolo del Migliore)이다. '안드레아 델 사르토'(Andrea del Sarto)라는 별칭은 이탈리아어로 "재단사의 아들인 안드레아"를 뜻한다.
안드레아 델 사르토는 1494년까지 금 세공업자로 근무했고 1498년까지 화가 겸 목각 작품 제작자인 잔 바릴레와 함께 활동했다. 피에로 디 코시모, 라파엘리노 델 가르보로부터 미술 교육을 받았고 1509년부터 1514년까지 프란차비조, 안드레아 디 코시모와 함께 성모 마리아의 종 수도회의 의뢰를 받아 피렌체에 위치한 산티시마 안눈치아타 성당에 그려진 프레스코 벽화 7점을 제작했는데 이 가운데 5점은 프레스코 벽화 연작 《필리포 베니치의 생애와 기적》을 구성했다.
안드레아 델 사르토는 1514년에 피렌체에 위치한 산티시마 안눈치아타 성당에 그려진 프레스코 벽화 《처녀의 탄생》을 제작했는데 이 작품은 레오나르도 다 빈치, 도메니코 기를란다요, 프라 바르톨로메오의 미술 기법에 영향을 받은 것이 특징이다. 1518년부터 1519년까지 프랑스의 프랑수아 1세 국왕의 초청을 받아 파리에 거주했고 1520년에 피렌체로 돌아가서 미술 활동을 진행했다.
안드레아 델 사르토는 레오나르도 다 빈치의 미술 작품에서 영향을 받은 스푸마토 기법, 미켈란젤로 부오나로티의 미술 작품에서 영향을 받은 고전주의 기법, 라파엘로 산치오의 미술 작품에서 영향을 받은 안정적인 구도를 결합한 미술 작품을 제작했다. 1530년 9월 29일에 피렌체에서 확산된 가래톳페스트로 인해 사망하게 된다.
안드레아 델 사르토는 1512년 12월 26일에 모자 장수의 과부였던 루크레치아 델 페데와 결혼했는데 루크레치아는 안드레아 델 사르토가 제작한 성모자상의 모델이 되었다고 한다. 또한 안드레아 델 사르토의 제자였던 조르조 바사리는 안드레아 델 사르토의 전기를 집필했다고 전해진다.

## 주요 작품
- 《필리포 베니치의 생애와 기적》 (1510년, 프레스코 벽화 연작, 피렌체 산티시마 안눈치아타 성당 소장)
- 《처녀, 자녀, 엘리사벳, 세례자 요한》 (1513년경, 런던 내셔널 갤러리 소장)
- 《예술가의 아내의 초상화》 (1513년 ~ 1514년, 마드리드 프라도 미술관 소장)
- 《처녀의 탄생》 (1513년 ~ 1514년, 프레스코 벽화, 피렌체 산티시마 안눈치아타 성당 소장)
- 《하르피이아의 성모》 (1517년, 유화, 피린체 우피치 미술관 소장)
- 《공물을 받은 율리우스 카이사르》 (1520년경, 이탈리아 포조아카이아노에서 제작, 알레산드로 알로리가 완성함)
- 《계단의 마돈나》 (1522년경 ~ 1523년, 유화, 마드리드 프라도 미술관 소장)
- 《판차티키의 승천》 (1522년 ~ 1523년, 유화, 피렌체 피티궁 소장)
- 《파세리니의 승천》 (1526년, 유화, 피렌체 피티궁 소장)
- 《세례자 요한과 성가족》 (1529년경, 유화, 상트페테르부르크 에르미타시 미술관 소장)